# Gabinete del Consulado francés
El Gabinete del Consulado francés se formó tras el Golpe de Estado del 18 de brumario, que sustituyó al Directorio por el Consulado. El nuevo régimen fue ratificado por la adopción de la Constitución del Año VIII el 24 de diciembre de 1799 y encabezado por Napoleón Bonaparte como Primer Cónsul, con Jean Jacques Régis de Cambacérès y Charles-François Lebrun como Segundo y Tercer Cónsules respectivamente.

## Ministros
Los ministros del consulado eran:
| Título                 | Cónsul                           | Comienzo                | Final                   | Tiempo en el cargo |
| ---------------------- | -------------------------------- | ----------------------- | ----------------------- | ------------------ |
| Cónsules Provisionales | Napoleón Bonaparte               | 11 de noviembre de 1799 | 13 de diciembre de 1799 | 32 días            |
| Cónsules Provisionales | Emmanuel-Joseph Sieyès           | 11 de noviembre de 1799 | 13 de diciembre de 1799 | 32 días            |
| Cónsules Provisionales | Roger Ducos                      | 11 de noviembre de 1799 | 13 de diciembre de 1799 | 32 días            |
| Primer Cónsul          | Napoleón Bonaparte               | 13 de diciembre de 1799 | 18 de mayo de 1804      | 4 años, 157 días   |
| Segundo Cónsul         | Jean Jacques Régis de Cambacérès | 13 de diciembre de 1799 | 18 de mayo de 1804      | 4 años, 157 días   |
| Tercer Cónsul          | Charles-François Lebrun          | 13 de diciembre de 1799 | 18 de mayo de 1804      | 4 años, 157 días   |

| Ministerio               | Comienzo                 | Final                    | Tiempo en el cargo | Ministro                               |
| ------------------------ | ------------------------ | ------------------------ | ------------------ | -------------------------------------- |
| Asuntos Exteriores       | 11 de noviembre de 1799  | 22 de noviembre de 1799  | 11 días            | Charles-Frédéric Reinhard              |
| Asuntos Exteriores       | 22 de noviembre de 1799  | 18 de mayo de 1804       | 4 años, 178 días   | Charles Maurice de Talleyrand-Périgord |
| Justicia                 | 11 de noviembre de 1799  | 25 de diciembre de 1799  | 44 días            | Jean Jacques Régis de Cambacérès       |
| Justicia                 | 25 de diciembre de 1799  | 14 de septiembre de 1802 | 2 años, 263 días   | André José Abrial                      |
| Justicia                 | 14 de septiembre de 1802 | 18 de mayo de 1804       | Un año, 247 días   | Claude Ambroise Régnier                |
| Guerra                   | 11 de noviembre de 1799  | 2 de abril de 1800       | 142 días           | Louis Alexandre Berthier               |
| Guerra                   | 2 de abril de 1800       | 8 de octubre de 1800     | 189 días           | Lazare Carnot                          |
| Guerra                   | 8 de octubre de 1800     | 18 de mayo de 1804       | 3 años, 223 días   | Louis Alexandre Berthier               |
| Finanzas                 | 11 de noviembre de 1799  | 18 de mayo de 1804       | 4 años, 189 días   | Martín Michel Charles Gaudin           |
| Policía                  | 11 de noviembre de 1799  | 18 de mayo de 1804       | 4 años, 189 días   | Joseph Fouché                          |
| Interior                 | 12 de noviembre de 1799  | 25 de diciembre de 1799  | 43 días            | Pierre-Simon Laplace                   |
| Interior                 | 25 de diciembre de 1799  | 21 de enero de 1801      | Un año, 27 días    | Lucien Bonaparte                       |
| Interior                 | 21 de enero de 1801      | 18 de mayo de 1804       | 3 años, 118 días   | Jean-Antoine Chaptal                   |
| Marina y Colonias        | 12 de noviembre de 1799  | 22 de noviembre de 1799  | 10 días            | Marc Antoine Bourdon de Vatry          |
| Marina y Colonias        | 22 de noviembre de 1799  | 3 de octubre de 1801     | Un año, 315 días   | Forfait de Pierre-Alexandre-Laurent    |
| Marina y Colonias        | 3 de octubre de 1801     | 18 de mayo de 1804       | 2 años, 228 días   | Denis Decrès                           |
| Secretario de Estado     | 25 de diciembre de 1799  | 18 de mayo de 1804       | 4 años, 145 díae   | Hugues-Bernard Maret, duque de Bassano |
| Tesorería                | 27 de septiembre de 1801 | 18 de mayo de 1804       | 2 años, 234 días   | François Barbé-Marbois                 |
| Administración de guerra | 12 de marzo de 1802      | 18 de mayo de 1804       | 2 años, 68 días    | Jean François Aimé Dejean              |